# Tracy-le-Mont
Tracy-le-Mont település Franciaországban, Oise megyében. Lakosainak száma 1701 fő (2022. január 1.). Tracy-le-Mont Attichy, Bailly, Moulin-sous-Touvent, Saint-Crépin-aux-Bois, Saint-Léger-aux-Bois és Tracy-le-Val községekkel határos.

## Népesség
A település népessége az elmúlt években az alábbi módon változott:
| Lakosok száma | 1744 | 1739 | 1764 | 1735 | 1730 | 1725 | 1720 | 1707 | 1701 |
|               | 2013 | 2015 | 2016 | 2017 | 2018 | 2019 | 2020 | 2021 | 2022 |

## Neves személyek
- Itt hunyt el 1964-ben Károlyi Józsefné (Wenckheim Margit) üzletasszony, színházigazgató, embermentő.